# 아르타셰산 왕조
아르타셰산 왕조(아르메니아어: Արտաշեսյաններ)는 대아르메니아 왕국의 두번째 왕조이다. 기원전 190년부터 서기 12년까지 대아르메니아 왕국을 지배하였으며 이후부터는 파르티아계의 아르사케스 왕조가 대아르메니아 왕국을 지배하였다.